# Жибл
Жибл (фр. Gibles) насеље је и општина у источном делу централне Француске у региону Бургоња, у департману Саона и Лоара која припада префектури Шарол.
По подацима из 2011. године у општини је живело 619 становника, а густина насељености је износила 31,49 становника/km². Општина се простире на површини од 19,66 km². Налази се на средњој надморској висини од 465 метара (максималној 691 m, а минималној 343 m).

## Демографија
| 1962. | 1968. | 1975. | 1982. | 1990. | 1999. | 2011. |
| ----- | ----- | ----- | ----- | ----- | ----- | ----- |
| 708   | 729   | 677   | 680   | 604   | 608   | 619   |

График промене броја становника у току последњих година